# Jovan Belcher
Jovan Allan Belcher (* 24. Juli 1987 in West Babylon, New York; † 1. Dezember 2012 in Kansas City, Missouri) war ein US-amerikanischer American-Football-Spieler. Er spielte von 2009 bis 2012 bei den Kansas City Chiefs in der National Football League (NFL) als Linebacker. Am 1. Dezember 2012 nahm er sich vor dem Trainingsgelände der Chiefs das Leben, nachdem er kurz zuvor seine Freundin erschossen hatte.

## Leben

### Karriere
Belcher kam 2009 in den NFL Draft, wurde allerdings von keinem Team verpflichtet und blieb ungedraftet. Die Kansas City Chiefs verpflichteten Jovan Belcher nach dem Draft als Free Agent. Trotz seiner geringen Größe setzte sich Belcher auf seiner Position durch und zählte bald als Starter.
Auch in den darauffolgenden Spielzeiten war er in der Stammformation und absolvierte alle Spiele. Zusätzlich engagierte er sich für soziale Projekte, hielt Motivationsreden für Studenten und besuchte im Rahmen eines NFL-Kinderprogrammes eine Militärbasis und diverse Grundschulen.
Im März 2012 wurde Belchers Vertrag um ein weiteres Jahr verlängert, bei einem Gehalt von etwa 2 Millionen US-Dollar. Bis zu seinem Tod absolvierte er sämtliche Partien der Saison 2012, die Chiefs erspielten mit zehn Niederlagen bei nur einem Sieg allerdings eine negative Saisonbilanz.

### Tod
Bis zu seinem Tod lebte Belcher mit seiner Freundin Kasandra Perkins und dem gemeinsamen Kind in Kansas City. Freunde des Pärchens berichteten von immer häufiger werdenden Streitereien, so auch am Abend des 30. Novembers, als Perkins nach einem Konzert erst gegen ein Uhr nachts nach Hause kam. In derselben Nacht traf sich Belcher mit einer anderen Frau.
Belcher kam gegen sieben Uhr morgens heim, bei einer dann folgenden Auseinandersetzung erschoss er seine Freundin.
Nach dem Mord fuhr Belcher direkt zum Trainingsgelände der Kansas City Chiefs. Auf dem Parkplatz vor dem Gelände stieg er aus dem Wagen und hielt sich seine Pistole an den Kopf. Der General Manager der Kansas City Chiefs, Scott Pioli, war zufällig vor Ort und versuchte ihn zu überreden, die Waffe fallen zu lassen. Belcher erzählte ihm von dem Mord und bat Pioli, auf seine Tochter aufzupassen. Später stießen auch Head-Coach Romeo Crennel und Defensive Coordinator Gary Gibbs hinzu, ihre Versuche, Belcher zu überreden, blieben allerdings erfolglos. Als gegen acht Uhr die Polizei vor Ort eintraf, flüchtete Jovan Belcher hinter ein nahegelegenes Auto und tötete sich selbst per Kopfschuss.